# Rhyacophila rectispina
Rhyacophila rectispina là một loài Trichoptera trong họ Rhyacophilidae. Chúng phân bố ở miền Cổ bắc.